# Yves Chaland
Pour les articles homonymes, voir Chaland.
Yves Chaland est un scénariste et dessinateur de bande dessinée français, né à Lyon le 3 avril 1957 et mort à Paris le 18 juillet 1990.
Avec Ted Benoit, Serge Clerc et Floc'h, il a relancé, dans les années 1980, le style de la « ligne claire » en France,.

## Biographie

### Nérac
Yves Chaland naît le 3 avril 1957 à Lyon de Marie-Thérèse Chapolard, originaire de Lyon et de Jean-Marie Chaland, vétérinaire. Il grandit à Nérac.
Grâce à son parrain, qui possédait une énorme collection de bandes dessinées, il est initié au 9e Art. Il prend des cours de dessin par correspondance. Vers 10 ans, il dessine toute la journée et passe son temps à sa table à dessin pour s'adonner à sa passion : raconter des histoires en images. Il décide très jeune de devenir auteur de bande dessinée. Il est abonné à Spirou et écrit une lettre au journal en s'inquiétant de la signature de François Walthéry et la réponse lui fut donnée dans le no 1689 du 27 août 1970 par le rédacteur en chef de l'époque : Thierry Martens dans la rubrique Au pied de vos lettres. Chaland découvre André Franquin à l’âge de 15 ans. Il lit Comment on devient créateur de bande dessinée de Philippe Vandooren publié chez Marabout en 1969. Sous forte influence de l’école belge, il dessine trois cents planches de bande dessinée des personnages de Jen & Ric qui se déroulent en Occitanie à l'instar des aventures de Spirou et Fantasio.
À l'occasion de la finale d'un concours organisé par le fanzine Haga à Toulouse fin mai 1974, il rencontre Jijé.  Celui-ci le relègue à la dernière place, son dessin n'étant pas assez personnel. Il en est attéré. Yves Chaland publie ses premières planches à 17 ans dans le fanzine Biblipop.

### Saint-Étienne
En 1975, il publie un récit de vingt planches Lo Parisenc en vacanças publié dans Vida nostra et en recueil aux éditions Revolum. De 1975 à 1980, il étudie pendant quatre ans aux Beaux-Arts de Saint-Étienne, où il habite rue Georges-Teissier. Avec son condisciple Luc Cornillon, il crée son propre fanzine, L'Unité de Valeur, en 1976. Il publie dans Athanor en 1977. 

### Paris
En 1978, remarqué par Jean-Pierre Dionnet, Yves Chaland collabore à Métal hurlant, il quitte Saint-Étienne pour s'installer à Paris. Il collabore également à Ah ! Nana (le no 9 notamment contient la fameuse planche Une affaire de cœur). Ces pastiches des bandes dessinées des années 1950 sont réunis en 1979 dans l'album Captivant (réalisé main dans la main avec Luc Cornillon). Chaland épouse Isabelle Beaumenay-Joannet qu'il a connue aux beaux-arts en septembre 1979.
En 1980, pour Astrapi, il crée seul John Bravo et ensuite il réalise  huit planches d'un court récit La Vie exemplaire de Jijé aidé à l'encrage par Serge Clerc et Denis Sire dans Métal Hurlant no 64 ainsi que Bob Fish en 1980, l'album paraît aux Humanoïdes associés en 1981. Puis, il se fait le coloriste de la série Une Aventure de John Difool d'Alexandro Jodorowsky au scénario et Mœbius au dessin, le premier épisode L'Incal noir est prépublié dans le no 58 de Métal hurlant de décembre 1980 et l'album sort aux éditions Les Humanoïdes associés en 1981. Les épisodes suivants seront mis en couleur par son épouse. 
Alain De Kuyssche, rédacteur en chef de Spirou propose pour la première fois à Chaland de s'attaquer à Spirou en novembre 1981, alors qu'ils s'étaient rencontrés plus tôt en juillet, lorsque Chaland est invité à contribuer au supplément Spirou pirates et publie sa première page dans Spirou, Jack le Sanguinaire, la même année, il y publie encore deux gags. Il crée seul Freddy Lombard dont le premier épisode est prépublié dans Bananas, l'album est publié dans la collection « Atomium 58 » aux éditions Magic Strip des frères Pasamonik toujours en 1981. Également pour le même éditeur, il réalise encore les couvertures de trois tomes du Prince Riri de Willy Vandersteen ainsi que la réédition partielle d'Échec au Roi des époux Funcken. En 1981, il entame les aventures du Jeune Albert, garnement du quartier des Marolles à Bruxelles, aussi fourbe que méchant dans Métal hurlant. 
Yves Chaland sera ensuite pressenti pour reprendre les Aventures de Spirou et Fantasio, dans un style proche de celui de Jijé lorsqu'il dessinait lui-même ce personnage. On note également l'influence de Franquin à ses débuts. De Kuyssche imagine un format spécial pour l'histoire de Chaland, deux simples strips hebdomadaires en noir et blanc avec des aplats de gris. Chaland est payé deux fois le tarif normal de la page pour ces épisodes. Chaland dessine sa première et unique couverture de Spirou no 2298, daté du 29 avril 1982. La parution est abandonnée au bout de quelques planches (48 strips en tout). Elle est publiée par la suite sous le titre Cœurs d'acier, avec des personnages aux visages couverts de bandelettes en raison de l'interdiction par les éditions Dupuis d'utiliser les personnages de Spirou et de Fantasio. En avril 1982, Chaland reçoit le Grand Prix des Chevaliers de Saint-Michel pour Bob Fish Détectief en présence d'Eddy Paape et de Jean d'Osta à l'occasion de la sortie chez Magic Strip de Bob Fish Détectief, version bruxelloise de Bob Fish adaptée par Jef Kazak.
Il crée par la suite, Adolphus Claar dans Métal hurlant en 1982, l'album paraît chez Magic Strip l'année suivante. En 1983, les aventures de Freddy Lombard sont publiées dans Métal Hurlant Aventure. En 1984, il illustre le roman Kidnapping en télétrans de Joëlle  Wintrebert dans Je Bouquine no 10 en décembre 1984 et réalise la couverture de Trinet et Trinette dans l'Himalaya de Jijé chez Magic Strip.
Chaland est également sollicité pour participer à des ouvrages collectifs : Zodiaque (1983), Opération Super 9 (1986), Les Histoires merveilleuses de l'Oncle Paul (1986), Banque de France (1986), Félix et le bus (1986), La Bande à Renaud (1986), Bennes dessinées (1986), Les Mystères de la banque (1988) et Les Pires Noël (1989), tout comme il livre des illustrations pour Objectif pub : la bande dessinée et la publicité, hier et aujourd'hui (1986), Les Cybers ne sont pas des hommes (1988), sur un scénario de Jean-Luc Fromental, il dessine La Main coupée, paru en 1990 et Agenda 1991 (1990). 
Il collabore par ailleurs à Grain de Soleil de Bayard Presse, Télérama, Reader's Digest, Best. Il illustre aussi, en 1987, la pochette de l'album Chic Planète, pour le groupe L'Affaire Louis' Trio,. 
Parallèlement à la bande dessinée, Chaland réalise de nombreuses publicités, notamment pour les stylos Parker, les chewing-gums Malabar, les jeux Fisher-Price, les restaurants Quick, les chocolats Poulain, les éditions Le Livre de poche, les jeans Lois ainsi que diverses compagnes de communication. Il crée également le logo de titre du fanzine P.L.G.
Sa carrière durant, Chaland réalise des sérigraphies à la réalisation desquelles il prête la plus grande attention : Ghost (1983), Plein gaz (1984), Le Carrefour (1986), Une girafe sur une affiche (1986), Crime de la rue Morgue (1986), Drame dans l'atelier du peintre (1988) et Valse des saisons (1989).
L'art de Chaland est rapidement et abondamment commenté et critiqué dans les revues européennes, ses interviews sont considérées comme de véritables morceaux de littérature : (nl) Stripschrift no 151/152 en 1981, (nl) Clumzy no 5 en 1981, Les Cahiers de la bande dessinée no 60 en 1984, Le Nouveau Bédésup no 36-37 en 1986, (de) Comic Reddition no 17 en 1991, (de) Comic Forum no 61 en 1993.

### Décès
Chaland meurt le 18 juillet 1990, à l'âge de 33 ans dans le 13e arrondissement de Paris, des suites d'un accident de voiture.

## Style graphique
D'après la Comiclopedia, Yves Chaland, adepte de la ligne claire, est le principal représentant du style atome, avec un regard ironique. Son style lui a valu d'être particulièrement sollicité par les publicitaires, séduits par la limpidité et par la « modernité » de son trait.

## Œuvres

### Albums de bande dessinée
- Captivant[33], Les Humanoïdes associés coll. « Pied Jaloux », Paris, novembre 1979
Scénario et dessin : Luc Cornillon, Yves Chaland - Couleurs : quadrichromie -  (ISBN 2-7316-0011-X)
- Bob Fish, Les Humanoïdes associés coll. « Métal Hurlant », Paris, 1981
Scénario et dessin : Yves Chaland - Couleurs : bichromie -  (ISBN 2-7316-0086-1)

- Le Jeune Albert[37], Les Humanoïdes Associés, 1985. Réédition en édition complète, Les Humanoïdes Associés, 1993
- John Bravo, Carton, Lyon, 1987
Scénario et dessin : Yves Chaland - Couleurs : quadrichromie -  (ISBN 2-8687-5018-4),Format à l'italienne. Avec une sérigraphie.

- Avis aux jeunes citoyens bretons[38], Conseil régional de Bretagne, Rennes, février 1990
Scénario et dessin : Yves Chaland - Couleurs : Isabelle Beaumenay-Joannet,Format à l'italienne. Ouvrage publicitaire comportant des planches de bande dessinée qui ont été écrites et crayonnées par Chaland et, après son décès, terminées par François Avril.

### Réalisation de couvertures d'albums

#### Le Chevalier blanc
- 5 Échec au roi, Magic Strip, Bruxelles, 1981
Scénario et dessin : Liliane et Fred Funcken - Couleurs : n&b

#### Le Prince Riri
- 1 Tome 1, Magic Strip, Bruxelles, 1981
Scénario et dessin : Willy Vandersteen - Couleurs : n&b
- 2 Le Prince Riri - 2, Magic Strip, Bruxelles, 1981
Scénario et dessin : Willy Vandersteen - Couleurs : n&b
- 3 Tome 3[39], Magic Strip, Bruxelles, 1981
Scénario et dessin : Willy Vandersteen - Couleurs : n&b

#### Trinet et Trinette
- Trinet et Trinette dans l'Himalaya[40], Magic Strip, Bruxelles, 1984
Scénario et dessin : Jijé  - Couleurs : n&b -  (ISBN 2-8035-0089-2)

### Participations

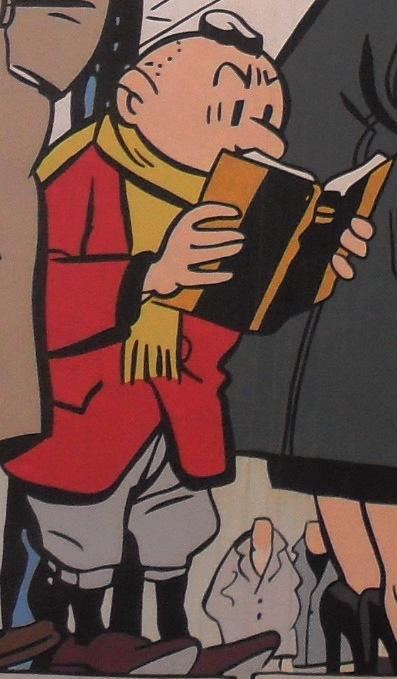
Le Jeune Albert.

- Zodiaque, ouvrage collectif avec Arno, Caro, Caza, Yves Chaland/Doug Headline, Cheraqui, Luc Cornillon, Michel Crespin, Dodo/Ben Radis, Jean-Claude Gal, Paul Gillon, Dominique Hé, Kent Hutchinson, Chantal Montellier, Hugo Pratt, Martin Veyron, Al Voss/Angelfred, coll. « Pied jaloux », Les Humanoïdes associés, 1983  (ISBN 2-7316-0200-7).
- Opération Super 9[41], L'Assurance Française - GGEF, Paris, février 1986
Scénario et dessin : collectif dont Yves Chaland - Couleurs : collectif -  (ISBN 2-9021-8904-4)
- Les Histoires merveilleuses de l'Oncle Paul[42], Vents d'Ouest, Paris, mai 1986
Scénario : collectif - Dessin : collectif dont Yves Chaland - Couleurs : quadrichromie -  (ISBN 2-8696-7012-5)
- Banque de France[43], Carton, Lyon, juillet 1986
Scénario et couleurs : collectif - Dessin : collectif dont Yves Chaland
- Félix et le bus[44], Agence Kiss, Paris, octobre 1986
Scénario et dessin : collectif dont Yves Chaland - Couleurs : collectif -  (ISBN 2-9064-5200-9)
- 1 La Bande à Renaud[45], Delcourt, Paris, octobre 1986
Scénario et couleurs : collectif - Dessin : collectif dont Yves Chaland -  (ISBN 2-906187-01-1)
- Bennes dessinées[46], Carton, Lyon, 4e trimestre 1989
Scénario et couleurs : collectif - Dessin : collectif dont Yves Chaland -  (ISBN 2-86875-013-3)
- Les Mystères de la banque[47], Art Moderne, 1988
Scénario : Jose-Louis Bocquet - Dessin : collectif dont Yves Chaland - Couleurs : quadrichromie -  (ISBN 2-9503313-0-0)
- Les Pires Noël[48], Delcourt, Paris, novembre 1989
Scénario et couleurs : collectif - Dessin : collectif dont Yves Chaland -  (ISBN 2-9061-8734-8)
- 12775 jours de bande dessinée...[49], P.L.G, 2013
- 4 L'Homme est bien petit[50], Vagator Productions et les Humanoïdes, Paris, 24 août 2022
Scénario et dessin : collectif dont Yves Chaland - Couleurs : collectif -  (ISBN 978-2-7316-7768-3)

### Artbooks
- Souvenirs du vingtième siècle[51],  Alain Littaye, avril 1983
Scénario : Collectif - Dessin : Collectif dont Yves Chaland - Couleurs : quadrichromie,Participation, cartonné avec jaquette, p. 96.
- Fétiches[52], Groupe Graphique coll. « Variations », avril 1991
Scénario : collectif - Dessin : collectif dont Chaland - Couleurs : quadrichromie
- Jean-Christophe Ogier (Auteur), Yves Chaland une vie en dessins, Marcinelle, Champaka Dupuis, 2 octobre 2019, 500 p., ill. ; 32 cm (ISBN 9782390410027 et 2-3904-1002-2, OCLC 1183395118, présentation en ligne).

### Publications dans des revues

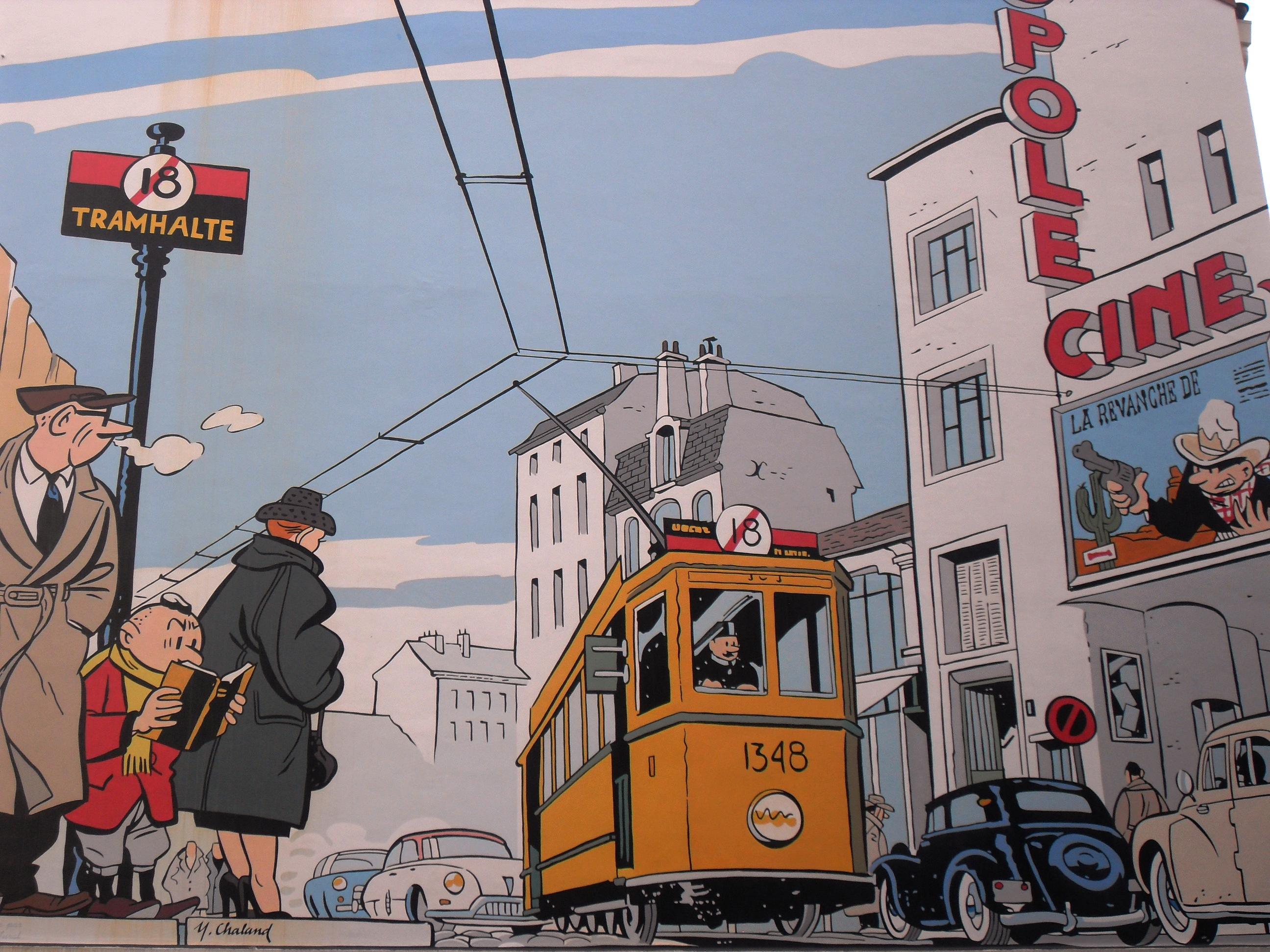
Le Jeune Albert attend le tram

#### Bananas
- Le Testament de Godefroid de Bouillon, Bananas nos 1 à 3 en 1981 et couverture dans le no 1[17].

#### Pilote & Charlie
- Le Jeune Albert va à l'école (1 planche), Pilote & Charlie, no 25 en 1988[53].

#### Rigolo
- Hommage à Tintin : T..T.. au Liban, Rigolo, couverture du no 12 en 1984 ;
- Le Retour du Major, Scénario : Philippe Manœuvre (3 planches), Rigolo, no 13 en 1984[54].

#### The Brusseler
- Couverture du numéro daté du 25 mars 2021[55].

### Illustrations
- Alain Lachartre (Auteur), Objectif pub : la bande dessinée et la publicité, hier et aujourd'hui, Paris, Robert Laffont - Magic Strip, 1986, 242 p., ill. ; 37 cm (ISBN 9782221052037 et 2-2210-5203-X, OCLC 419775009, présentation en ligne).
- Joëlle Wintrebert (Auteur), Kidnapping en télétrans, Paris, Hachette, coll. « Le Livre de poche, Jeunesse », 1988, 90 p., ill. ; 17 cm (ISBN 9782010138423 et 2-0101-3842-2, OCLC 462293655, présentation en ligne)
- François Lindon (Auteur), Les Cybers ne sont pas des hommes, Paris, Les Humanoïdes associés, coll. « Les Yeux de la tête », octobre 1988, 35 p., ill. ; 27 cm (ISBN 9782731605884 et 2-7316-0588-X, OCLC 462213389, présentation en ligne)
- Jean-Luc Fromental (Auteur), La Main coupée, Paris, F. Nathan, coll. « Nuits noires », 1990, 30 p., ill. (ISBN 9782092742549 et 2-0927-4254-X, OCLC 424425177, présentation en ligne).
- Frank Margerin (Illustrateur) et Loustal (Illustrateur), Agenda 1991, Reporter, coll. « L'agenda du journaliste », septembre 1990, ill. ; 18,5 cm (ISBN 9782908710007 et 2-908-710-00-5, présentation en ligne).
- Philippe Mellot, Michel Denni et Michel Béra, Trésors de la bande dessinée : BDM 2011-2012 - Catalogue encyclopédique & Argus, Paris, Les Éd. de l'Amateur, novembre 2010, 1183 p., ill. ; 23 cm (ISBN 9782859175047 et 2859175040, OCLC 762738274, présentation en ligne)Reprise du visuel de la couverture du no 28 du Collectionneur de bandes dessinée (Un an de bande dessinée - Mise à jour du BDM) de 1981[56].
- Jeux d'influences : 30 auteurs de bandes dessinées parlent de leurs livres fétiches, Montrouge, PLG, coll. « Mémoire vive », mai 2001, 175 p., ill. ; 24 cm (ISBN 9782951557802 et 2-9515-5780-9, OCLC 469976415, présentation en ligne).

### Para BD
À l'occasion, Yves Chaland réalise des affiches, des ex-libris, portfolios, cartes, autocollants.
Chaland attache une importance toute particulière à la réalisation de ses sérigraphies :
- Ghost, Lacharte et Central Union Éditions, 1983, édition numérotée et signée à 190 exemplaires[59].
- Plein gaz, Anagraphis, 1984, édition numérotée et signée à 650 exemplaires[60].
- Le Carrefour, Anagraphis, 1986, édition numérotée et signée[61].
- Une girafe sur une affiche, réalisée à l'occasion de l'inauguration des nouveaux locaux de la société d'affichage Giraudy à Pau en novembre 1986, édition numérotée et signée[62].
- Crime de la rue Morgue, Champaka, 1986, édition numérotée et signée
- Drame dans l'atelier du peintre, Champaka, 1988[63],[64].
- Valse des saisons, 1989, édition numérotée et signée à 199 exemplaires[65].

- Les Exploits du géant, L'impeccable, novembre 1981
Scénario et dessin : Yves Chaland - Couleurs : bichromie,À ne pas considérer comme livre géant mais bien comme portfolio. Pochette contenant 5 doubles planches en bichromie. Tirage à 3000 exemplaires

De nombreuses figurines des personnages de Chaland sont réalisées par Saint-Emmett, Fariboles ou encore la sculpture de Christian Desbois.

### Catalogues d'expositions
- Chaland explorateur : Exposition coloniale 1990[67], Reporter, 1990
Scénario et dessin : Yves Chaland - Couleurs : quadrichromie

### Discographie
- Braque – Youpi Yop, 1982[68]
- Various – Cocktail Party, 1984[69]
- L'Affaire Louis' Trio – Chic Planète, 1987[70]
- Tommi Stumpff – ...Und So Sterbt Alle, 1988[71]!

### Expositions

#### Expositions individuelles
- Chaland à la Galerie Espace BD à Bruxelles en octobre 1987[4] ;
- Exposition Coloniale à la librairie Super Héros à Paris en avril 1990[4] ;
- Yves Chaland, Librairie Sans Titre à Bruxelles du 25 octobre au 31 décembre 1991[72] ;
- Chaland à la Galerie Espace BD à Bruxelles du 16 janvier au 10 février 1996[73] ;
- À la poursuite de Yves Chaland, Marché des Ursules, Saint-Étienne du 23 septembre au 27 octobre 1996[74] ;
- Yves Chaland, Librairie-Galerie La Comète de Carthage à Paris du 18 novembre au 17 décembre 1997[75] ;
- Leçons d'histoires, L'Orangerie du parc du Val Saint Ombreux à Soisy-sous-Montmorency du 29 janvier au 13 février 1998[76] ;
- Rétrospective Chaland au Festival international de la bande dessinée d'Angoulême du 25 au 29 janvier 2001[77] ;
- Spirou by Chaland à la Librairie Galerie Brüsel, Bruxelles du 18 septembre jusqu'au 5 octobre 2008[78],[79] ;
- Grandes Cases à la Galerie Champaka à Bruxelles du 3 septembre au 3 octobre 2010[80] ;
- Les Grandes Cases du Jeune Albert à la Galerie Champaka à Bruxelles du 15 juin 2012 au 28 juillet 2012[81] ;
- Ligne claire, Galerie Champaka à Paris du 13 janvier au 14 février 2016[82],[83] ;
- Rêves et cauchemars, espace culturel de Lamontjoie (Lot-et-Garonne) du 8 juillet au 27 août 2017[84] ;
- Chaland - Une vie en dessins à la Galerie Champaka à Bruxelles du 23 octobre au 16 novembre 2019[85],[86] ;
- Univers Chaland à la galerie Padma à Nérac en octobre 2022[87].

#### Expositions collectives
- Astérix, Barbarella et Cie - Trésors du musée de la bande dessinée d'Angoulême, sous le commissariat de Thierry Groensteen[88],[89], Hildesheim, Basse-Saxe, Musée Roemer et Pelizaeus, 26 mai - 1er octobre 2000.

## Réception

### Prix et récompenses
- 1982 :  Grand Prix des Chevaliers de Saint-Michel pour Bob Fish Detectief en présence d'Eddy Paape[8] ;
- 1984 :  Betty Boop de la meilleure BD de l'année pour Le Cimetière des éléphants au festival de bande dessinée d'Hyères[4].

### Postérité

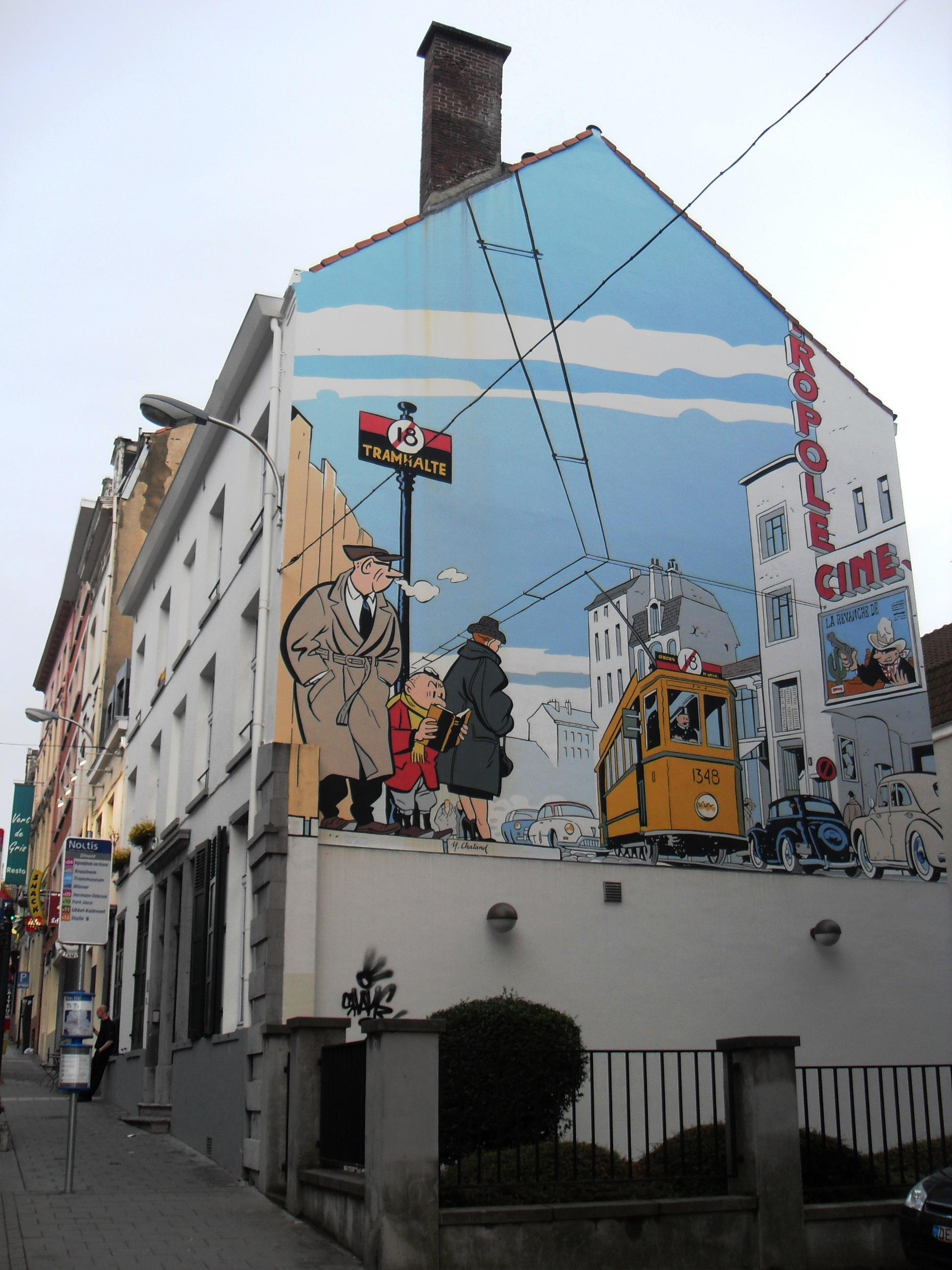
Fresque murale Le Jeune Albert à Bruxelles.

En mai 2000, a lieu l'inauguration de la fresque Jeune Albert qui est la 7e fresque du Parcours BD de Bruxelles située sur le mur latéral de la maison à hauteur du no 49 de la rue des Alexiens à Bruxelles. Elle couvre une superficie d'environ 105 m2, elle est réalisée par Georges Oreopoulos et David Vandegeerde de la société Art Mural d'après un projet original de Chaland,. Les Bruxellois connaissent surtout le personnage du Jeune Albert sous le nom de Bèreke dans sa traduction en dialecte bruxellois faite par Coco Van Babbelgem publiée par Magic Strip, d'où le fait que Chaland soit le premier auteur étranger à avoir ainsi sa fresque murale.
En 2008, dix-huit ans après sa mort, sa veuve et des amis artistes décident de créer les Rencontres Chaland, un festival de bande dessinée annuel ayant lieu à Nérac et mettant en valeur l'œuvre de Chaland comme ses liens avec des auteurs contemporains.
La médiathèque de Nérac prend le nom d'Yves Chaland en octobre 2018.
En octobre 2019, Bims réalise un graffiti Le Jeune Albert où on peut le voir se promener au centre de celui-ci, avec sa casquette sur la tête au milieu de carcasses de voitures. Il est situé 85 Boulevard Villebois Mareuil à Rennes en Ille-et-Vilaine.

### Influence
De nombreux auteurs de bande dessinée européenne ont déclaré avoir été influencés par Chaland dont Hanco Kolk, Erik de Graaf (nl), Philippe Wurm, Charles Berberian, Zep,. Il a pour admirateurs célèbres : Ever Meulen, Jacques Ferrandez, Lorenzo Mattotti, Jean-Christophe Menu, François Schuiten, Bernard Yslaire. 

### Hommages
Ted Benoît fait le portrait d'Yves Chaland, il est imprimé sur le 2e plat de l'album Le Cimetière des éléphants aux Humanoïdes associés en 1984. Philippe Wurm rend lui hommage avec Portrait de l’artiste en août 2008. Benoît Poelvoorde lui rend hommage dans son premier film : C'est arrivé près de chez vous.